# Comaroma
Genre
Synonymes
- Archerius Levi, 1957

Comaroma est un genre d'araignées aranéomorphes de la famille des Anapidae.

## Distribution
Les espèces de ce genre se rencontrent en Asie de l'Est, en Europe et en Amérique du Nord.

## Liste des espèces
Selon World Spider Catalog (version 24.5, 26/11/2023) :
- Comaroma hatsushibai Ono, 2005
- Comaroma maculosa Oi, 1960
- Comaroma mendocino (Levi, 1957)
- Comaroma nakahirai (Yaginuma, 1959)
- Comaroma simoni Bertkau, 1889
- Comaroma tongjunca Zhang & Chen, 1994

## Systématique et taxinomie
Ce genre a été décrit par Bertkau en 1889. Il est placé dans les Theridiidae par Oi en 1960 puis dans les Anapidae par Wunderlich en 1986.
Archerius a été placé en synonymie par Oi en 1960.

## Publication originale
- Bertkau, 1889 : « Interessante Tiere aus der Umgebung von Bonn. » Verhandlungen des Naturhistorischen Vereins der preußischen Rheinlande und Westfalen, vol. 46, p. 69-82.